# Les Maris de ma femme
Pour plus de détails, voir Fiche technique et Distribution.
Les Maris de ma femme est un film français réalisé par Maurice Cammage, sorti en 1937.

## Fiche technique
- Titre : Les Maris de ma femme
- Réalisation : Maurice Cammage
- Scénario : Jean-Louis Bouquet et Jean Guitton (d'après sa pièce)
- Dialogues : Jean Guitton
- Décors : Robert Dumesnil
- Musique : Casimir Oberfeld
- Production : Maurice Cammage
- Pays d'origine :  France
- Genre : Comédie[1]
- Durée : 85 minutes
- Date de sortie : 
  - France : 15 janvier 1937

## Distribution
- Georges Bever : le valet
- Marcel Carpentier : M. Chapeauteau
- Christiane Delyne : Christiane Chapeauteau
- Paul Pauley : Honoré
- Roger Tréville : Jacques Folley
- Alice Tissot : la marquise de Paulac
- Georges Paulais
- Monique Rolland